# 嚴白虎

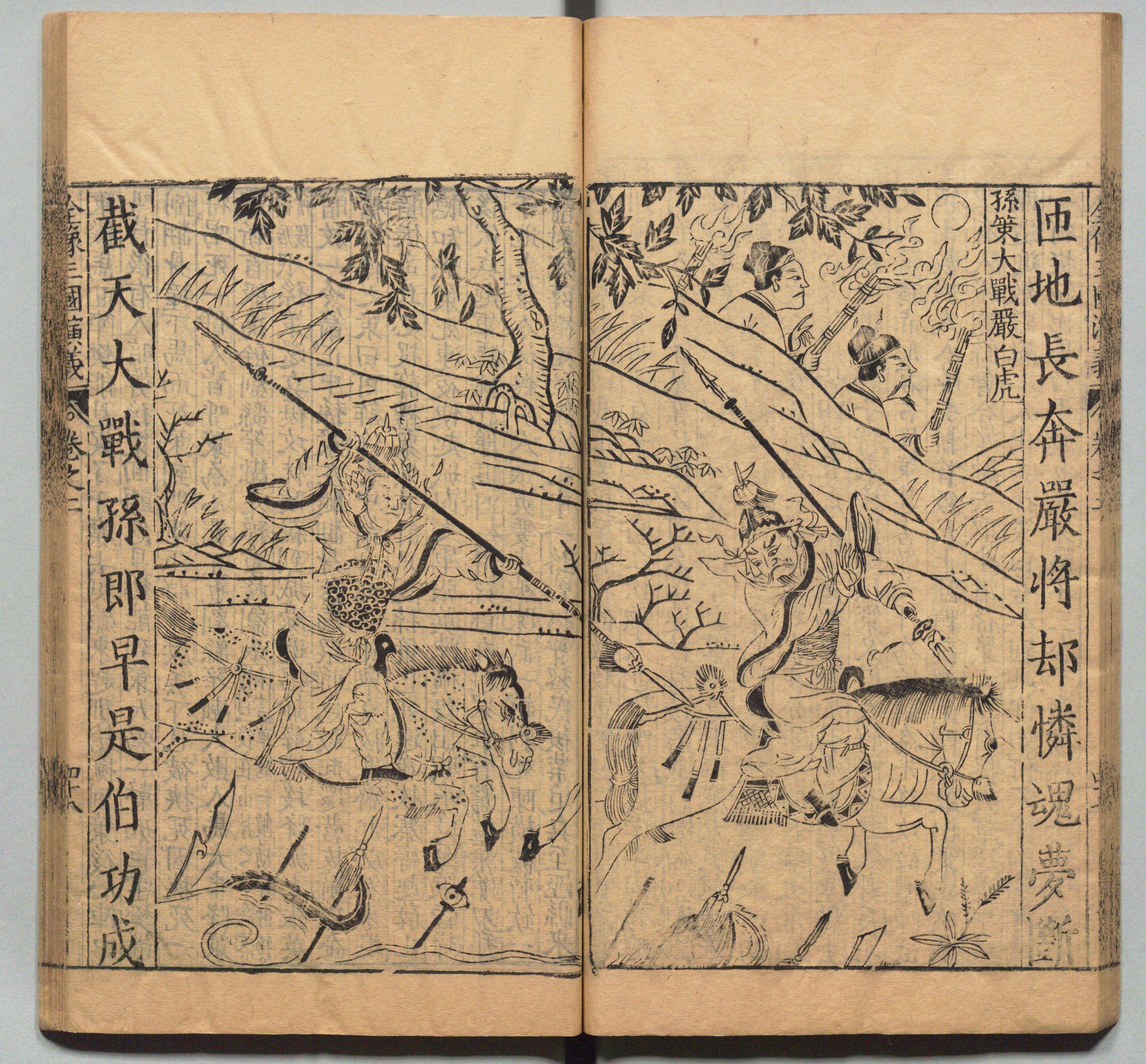
周曰校插图版《三国志通俗演义》中的孙策大战严白虎

嚴虎（？—？），字白虎，以字行，吳郡烏程縣人。東漢末年盤據吳郡一帶的軍閥，山贼出身，嚴輿之兄。通俗小說《三國演義》則以「嚴白虎」為名，並且加上「東吳德王」的稱號。

## 生平
| 姓名         | 嚴虎           |
| 時代         | 東漢時代       |
| 生歿年       | 〔不詳〕       |
| 字・別號     | 嚴白虎（別號） |
| 出身地       | 揚州吳郡烏程縣 |
| 職官         | 〔不詳〕       |
| 爵位・號等   | -              |
| 陣營・所屬等 | 〔獨立勢力〕   |
| 家族・一族   | 弟：嚴輿       |

吳郡豪族（「彊族」）出身，在吳郡建立規模約1萬人左右的武裝勢力，據《古今圖書集成》記載，大約在長興縣南方50里的石城山以及白虎山等做為根據地。
建安元年（196年），孫策進圖江東建立地盤勢力，開始征討嚴虎與會稽太守王朗兩股地方勢力之際，吳景在軍議上向孫策進言建議宜先討伐嚴虎，孫策認為嚴虎的軍隊只是一群普通的盜匪，決定優先征討王朗。严白虎派弟弟严舆前往孙策营中求和，严舆却被孙策所杀。严白虎等人听说以勇力闻名的严舆被孙策杀死，非常惊恐。
爾後，與自稱吳郡太守的陳瑀（陳登同族叔父）聯合對抗孫策，最後被孫策打敗。
之後正史上沒有記載他何時死亡以及之後的下落也不明，但是從任廣陵太守的陳登曾經為牽制孫策的北攻軍勢，策反煽動盤據在揚州的嚴虎軍『殘黨』的紀錄研判，可能在那時還未死亡。

## 《吳錄》的記載
三国时率军占据吴郡，在孙策平江东之战中和吴郡太守许贡、广陵太守陈登一起抗战，被吴军包围之后派嚴輿求和，败北之后投奔餘杭的老友许昭。程普请兵攻许昭时，孙策因为“许昭有义於旧君，有诚於故友，此丈夫之志也”而放弃了攻击。
孙策对他的评价是“白虎等群盗，非有大志，此成禽耳。”

## 《三國演義》中的嚴白虎
在孫策進軍江東時，自號東吳德王，據守吳郡，並遣部將駐守烏程、嘉興。最初與孫策交戰時，令其弟嚴輿出征，卻被擊敗，最後敗退至吳郡城內。驚覺兵臨城下的嚴白虎急忙再次派出嚴輿欲與孫策求和，意欲對分江東，卻遭孫家反對遭斬。嚴白虎料敵不過來勢洶洶孫策，棄城逃跑，並集結兵力於西津渡口，但仍被孫策將領程普擊敗。嚴白虎再次敗逃，求助於會稽太守王朗，嚴、王聯軍仍不敵孫家軍隊，嚴白虎遂殺出血路，逃往餘杭。但不到一日，嚴白虎便死於投靠孫策軍的董襲手中。

## 家庭

### 兄弟姊妹
- 嚴輿，嚴白虎的弟弟。

## 嘉靖本《三國演義》提到的部下
- 王晟
- 邹他